# Huaso (cavalier)
Pour les articles homonymes, voir Huaso.
Le huaso est l'équivalent chilien du gaúcho argentin ou du cow-boy américain. Il porte typiquement un chapeau de paille à bord plat appelé un chupalla et une manta (cape courte colorée tissée de motifs champêtres). Les huasos sont une partie importante du folklore chilien : on les voit lors de défilés, de fiestas, de rodéos et des vacances.

## Étymologie
Le mot « huaso » viendrait du mélange de plusieurs mots andalous : guasa, guazón et gacho, ce dernier désignant un cavalier. Le terme huaso ou ahuasado (au sens huaso) est également utilisé de manière péjorative pour désigner des personnes sans bonnes manières ou dépourvues de la sophistication d'un citadin, à l'instar du redneck en anglais américain .

## Description
Les Huasos vivent généralement dans la vallée centrale du Chili et font partie de la culture folklorique chilienne . Ils constituent un élément essentiel des défilés, des fêtes, des jours fériés et de la musique populaire. La danse de la cueca dans laquelle le timide « china » est courtisé par le huaso persistant, tous deux vêtus de manière traditionnelle, est de rigueur dans de telles occasions.

## Rodéo chilien
Le principe du rodéo chilien est le blocage d'un bovin contre une palissade par une équipe de deux cavaliers. À l'origine, cette pratique servait aux vachers pour mater le bétail. Depuis un siècle, elle est devenue un art rigoureux, noté par des jurys d'experts. Quand le poitrail du cheval frappe le bœuf au niveau des côtes, l'équipe gagne trois points et quatre lorsque le coup touche la cuisse.